# حشره‌خوار میریام
 حشره‌خوار میریام (نام علمی: Sorex merriami) نام یک گونه از سرده حشره‌خوارهای دم‌دراز است.